# Mój pan mąż
Mój pan mąż (ang. My Man Godfrey) – amerykański film z 1936 w reżyserii Gregory’ego La Cavy.

## Fabuła
Ekscentryczna i ceniąca zabawę Irene Bullock (Carole Lombard) poznaje pewnego dnia Godfreya Parke (William Powell). Postanawia go zatrudnić jako kamerdynera w swoim rodzinnym domu. Z biegiem czasu Irene zaczyna zakochiwać się w swoim podwładnym. Mężczyzna, chociaż uważa ją za zbyt dramatyzującą pannę z dobrego domu, zaczyna odwzajemniać uczucie. Godfrey jednak wie, że romans z Irene jest nieodpowiedni, zwłaszcza w obliczu wychodzącej na jaw jego przeszłości.

## Obsada[2]
- Carole Lombard jako Irene Bullock
- William Powell jako Godfrey Parke
- Alice Brady jako Angelica Bullock
- Gail Patrick jako Cornelia Bullock
- Eugene Pallette jako Alexander Bullock
- Mischa Auer jako Carlo
- Jean Dixon jako Molly
- Alan Mowbray jako Tommy Gray
- Pat Flaherty jako Mike Flaherty
- Robert Light jako George, chłopak Cornelli

## Nagrody i nominacje
| Nazwa nagrody | Wygrane       | Nominacje |
| ------------- | ------------- | --- |
| Oscar         | bez rezultatu | 1937 Najlepszy aktor pierwszoplanowy William Powell Najlepsza aktorka pierwszoplanowa Carole Lombard Najlepszy aktor drugoplanowy Mischa Auer Najlepsza aktorka drugoplanowa Alice Brady Najlepszy reżyser Gregory La Cava Najlepszy scenariusz Eric Hatch oraz Morrie Ryskind |

## Wyróżnienia
| Rok wyróżnienia | Amerykański Instytut Filmowy                                    | Miejsce     |
| --------------- | --------------------------------------------------------------- | ----------- |
| 2000            | Lista 100 najśmieszniejszych amerykańskich filmów wszech czasów | 44. miejsce |